# Дворец правосудия (Нюрнберг)
Дворец Правосудия (нем. Justizpalast) — комплекс зданий в Нюрнберге (Бавария), в которых сегодня размещаются апелляционный суд (нем. Oberlandesgericht), окружной суд (нем. Landgericht), местный суд (нем. Amtsgericht), прокуратура (нем. Staatsanwaltschaft) и музей истории Нюрнбергского процесса (нем. Memorium Nürnberger Prozesse).
В восточном крыле Дворца правосудия, в зале присяжных заседаний, также известном как «Зал № 600», проходили судебные заседания Нюрнбергского процесса в 1945—1949 годах.

## История
Здание было возведено между 1909 и 1916 годами по проекту архитектора и высокопоставленного баварского строительного чиновника Гуго фон Хёфля и архитектора и строительного чиновника Гюнтера Блюментритта в стиле франконского неоренессанса. Стоимость строительства составила 7 137 923 марки. Здание состоит из трех частей: главного корпуса с тремя внутренними двориками и атриумами, а также западного и восточного корпусов, в которые можно попасть по соединительным мостикам на первом этаже. Главный фасад, протянувшийся вдоль Фюртерштрассе, украшен гербовыми картушами и фигурными архитектурными скульптурами.
Вскоре после начала Первой мировой войны в сентябре 1914 года в уже построенном западном корпусе был устроен военный госпиталь. Больница была преобразована в частную 1 октября 1919 года, она была закрыта до 1922 года. После этого весь комплекс впервые заняли исключительно судебные органы.
В конце Второй мировой войны комплекс подвергся двум авианалетам: 27 ноября 1944 года и 21 февраля 1945 года. После окончания войны армия США заняла Дворец правосудия в июле 1945 года.